# Howieson's Poort Shelter
Howieson's Poort Shelter è una piccola grotta rocciosa del Sudafrica, contenente il sito archeologico da cui prende il nome il periodo Howiesons Poort della media età della pietra. Questo periodo durò circa 5000 anni, più o meno tra i 65800 ed i 59500 anni fa.
Questo periodo è importante perché, con il periodo Stillbay di 7000 anni prima, fornisce le prime prove di simbolismo umano e di capacità tecnologiche che si svilupperanno in seguito nell'paleolitico superiore.

## Descrizione
La grotta di roccia si trova in una collina sul versante settentrionale dell'Howieson's Poort, dove corre la strada principale che collega Grahamstown a Port Elizabeth. La grotta si trova a metà della salita, è profonda 7 metri e larga 5,5 metri all'imboccatura, con un grande albero di Podocarpus latifolius che cresce all'interno "in orizzontale per permettere ai propri rami di attraversare l'entrata". I resti originali del periodo Howiesons Poort erano coperti da un sottile strato di materiale, data la posizione della grotta a metà salita ed all'azione del vento. Ventimila anni fa, comunque, la caduta di una roccia ha permesso di proteggere l'entrata della grotta dall'azione erosiva del vento.

## Scavi archeologici
La grotta fu scavata alla fine degli anni venti, e poi di nuovo nel 1965 da Hilary e Janette Deacon. Ora sono rimasti pochi reperti in situ.
Tutti gli artefatti del sito di Howieson's Poort furono rinvenuti sotto ad uno strato di circa 30 centimetri. Sono stati trovati arnesi in pietra.  Non c'è traccia di pitture rupestri, né di artefatti in osso o conchiglie, anche se questi artefatti di osso e conchiglie sono stati trovati in altre grotte del periodo Howiesons Poort. Arnesi in pietra simili a questi sono stati rinvenuti sulla collina che sovrasta la grotta.
Originariamente, e fino alla metà degli anni settanta, si pensava che i reperti di Howiesons Poort Shelter appartenessero al periodo Magosiano, e che quindi si ponessero nella cronologia tra l'età della pietra media e quella tarda. La datazione effettuata tramite la luminescenza stimolata otticamente permette di stimare l'età dei reperti in 65800-59500 anni fa.
Oltre al periodo Howiesons Poort, la grotta fu occupata per numerosi brevi periodi 18000-19000 anni fa, 9000-10000 anni fa e 3000-4000 anni fa, da persone che utilizzavano i fuochi ma che lasciarono pochi o nessun artefatto.

## Toponomastica
Il poort prende il nome da un certo "Mr Howison", il cui nome fu riportato male da Stapleton e Hewitt come Howieson. Il sito archeologico viene sempre scritto con un apostrofo, mentre il periodo geologico può averlo o meno.